# سخامية
سخامية أو كابنو سايتوفاجا (الاسم العلمي: Capnocytophaga) هي جنس من البكتيريا، سلبية الغرام، تتبع فصيلة نظيرات الصيفرية.

## أصنوفات
الأصنوفات الأدنى لهذا الكائن:
- كود سباركل
- تحديث القائمة

نوع:سخامية عضة الكلب 
اسم علمي: Capnocytophaga canimorsus

نوع:Capnocytophaga canis 
اسم علمي: Capnocytophaga canis

نوع:Capnocytophaga cynodegmi 
اسم علمي: Capnocytophaga cynodegmi

نوع:Capnocytophaga gingivalis 
اسم علمي: Capnocytophaga gingivalis

نوع:Capnocytophaga granulosa 
اسم علمي: Capnocytophaga granulosa

نوع:Capnocytophaga haemolytica 
اسم علمي: Capnocytophaga haemolytica

نوع:Capnocytophaga leadbetteri 
اسم علمي: Capnocytophaga leadbetteri

نوع:Capnocytophaga ochracea 
اسم علمي: Capnocytophaga ochracea

نوع:Capnocytophaga sputigena 
اسم علمي: Capnocytophaga sputigena